# Dayton, Wyoming
Dayton är en småstad (town) i Sheridan County i norra Wyoming, USA. Staden hade 757 invånare vid 2010 års folkräkning.

## Geografi
Staden ligger vid den nordöstra foten av Bighorn Mountains, vid Tongue River, en biflod till Yellowstonefloden.

## Historia
Orten döptes efter en av grundarna, Joe Dayton Thorne, 1882. Wyomings första rodeo hölls här på 1890-talet och staden var den första i Wyoming att välja en kvinnlig borgmästare.

## Kommunikationer
Dayton genomkorsas av den federala landsvägen U.S. Route 14. Vid Ranchester någon mil österut finns anslutning till motorvägen Interstate 90.